# Parafia Podwyższenia Krzyża Pańskiego w Andryjankach
Parafia Podwyższenia Krzyża Pańskiego – nieistniejąca parafia prawosławna w Andryjankach.
Cerkiew wzmiankowana w 1580. Budowę nowej świątyni parafialnej ukończono w 1914. Parafia istniała do 1915. Księgi metrykalne pochodzą z lat 1799–1915. Po powrocie ludności z bieżeństwa w latach 1918–1921, wspólnota nie otrzymała statusu parafii, a cerkiew dołączono do parafii etatowej w Boćkach.